# دابوا (انتیوکیا)
دابوا (انتیوکیا) (به اسپانیایی: Dabeiba) یک سکونتگاه مسکونی در کلمبیا است که در Western Antioquia واقع شده‌است.